# This my way
『This my way』（）はSHOW-YAの2枚目のミニ・アルバム。

## 内容
第3期唯一及び解散前のオリジナル・アルバム。
6曲中4曲が中村美紀による作詞。

## 収録曲
作曲（特記以外）・全編曲：SHOW-YA
1. Blowin' you tonight
作詞：中村美紀
2. Let It Go
作詞：中村美紀
3. This my way
作詞：中村美紀・YOSHINO　作曲：YOSHINO
4. Crazy Eyes
作詞：YOSHINO　作曲：YOSHINO・仙波さとみ・角田美喜
5. How Come…
作詞・作曲：仙波さとみ・角田美喜
6. Sunshine
作詞・作曲：中村美紀